# Émile Champion
Émile Julien Champion (Laval, 23 maart 1879 - onbekend) was een Franse langeafstandsloper. Hij nam eenmaal deel aan de Olympische Spelen en won bij die gelegenheid een zilveren medaille op de marathon. 

## Jeugd
Champion was de zoon van een ongehuwde arbeidster. Hij verloor zijn moeder toen hij nog minderjarig was en kreeg een voogd. Hij verhuisde naar Parijs en sloot zich aan bij de atletiekclub Racing Club de Franse en bij de voetbalclub ASI. Bij het nationale kampioenschap crosscountry 1899 gelopen in Ville-d'Avray over een afstand van 16,5 km werd hij vierde.

## Oympische Spelen
In 1900 maakte hij zijn olympisch debuut bij de Olympische Spelen van Parijs. Deze wedstrijd werd gelopen onder zeer hete omstandigheden. Met een tijd van 3:04.17 won hij een zilveren medaille. De wedstrijd werd gewonnen door Michel Théato, die in 2:59.45 over de finish kwam. Hij won als prijs een kunstobject ter waarde van 250 Franse frank en van zijn atletiekclub, Racing Club de France in Parijs, ontving hij een zilveren medaille.

## Palmares

### crosscountry
- 1899: vierde Frans nationaal kampioenschap

### marathon
- 1900:  OS - 3:04.17

## Later leven
Tussen november 1900 en september 1903 vervulde Champion zijn dienstplicht bij de infanterie. In 1900 was Champion vader geworden van een zoon, die hij na de geboorte erkende. Hij huwde pas in 1912 met de moeder van zijn kind. Hij verhuisde in 1906 naar Bordeaux en omstreeks 1912 naar Angoulême. Daar was hij krantenverkoper. Bij de algemene mobilisatie in augustus 1914 werd Champion in eerste instantie afgekeurd om medische redenen. Eind 1914 werd hij alsnog opgenomen in het leger. Tussen 1916 en 1917 was hij verplicht tewerkgesteld in een bedrijf in Essonne dat spoorwegmateriaal maakte. Na 1918 zijn er geen gegevens over hem bekend.